# معسكر تركسوم
معسكر تركسوم هي قاعدة عسكرية وكلية حربية تقع في مقديشو، الصومال وهي أكبر قاعدة عسكرية تركية في الخارج. أفتتحت القاعدة في 30 سبتمبر 2017في حفل ترأسه رئيس الوزراء الصومالي حسن علي خيري والجنرال خلوصي آكار، رئيس أركان الجيش التركي. قدرت تكلفة بناء القاعدة بحوالي 50 مليون دولار أمريكي.